# Mictoschema
Mictoschema là một chi bướm đêm thuộc họ Geometridae.